# Hildesheimi Szent Gotthárd
Hildesheimi Szent Godehard vagy Gotthárd (* 960, Reichersdorf bei Niederalteich, Alsó-Bajorország; † 1038. május 5., Hildesheim) a középkor egyik legjelentősebb nyugat-európai szentje volt. Települések és templomok örzik a nevét szerte Európában, Olaszországtól Skandináviáig illetve Franciaországtól Horvátországig. A svájci Alpokban hágó illetve alagút örökíti meg emlékét.
Magyarországon Szentgotthárd város őrzi a püspök korabeli tiszteletének emlékét.

## Élete

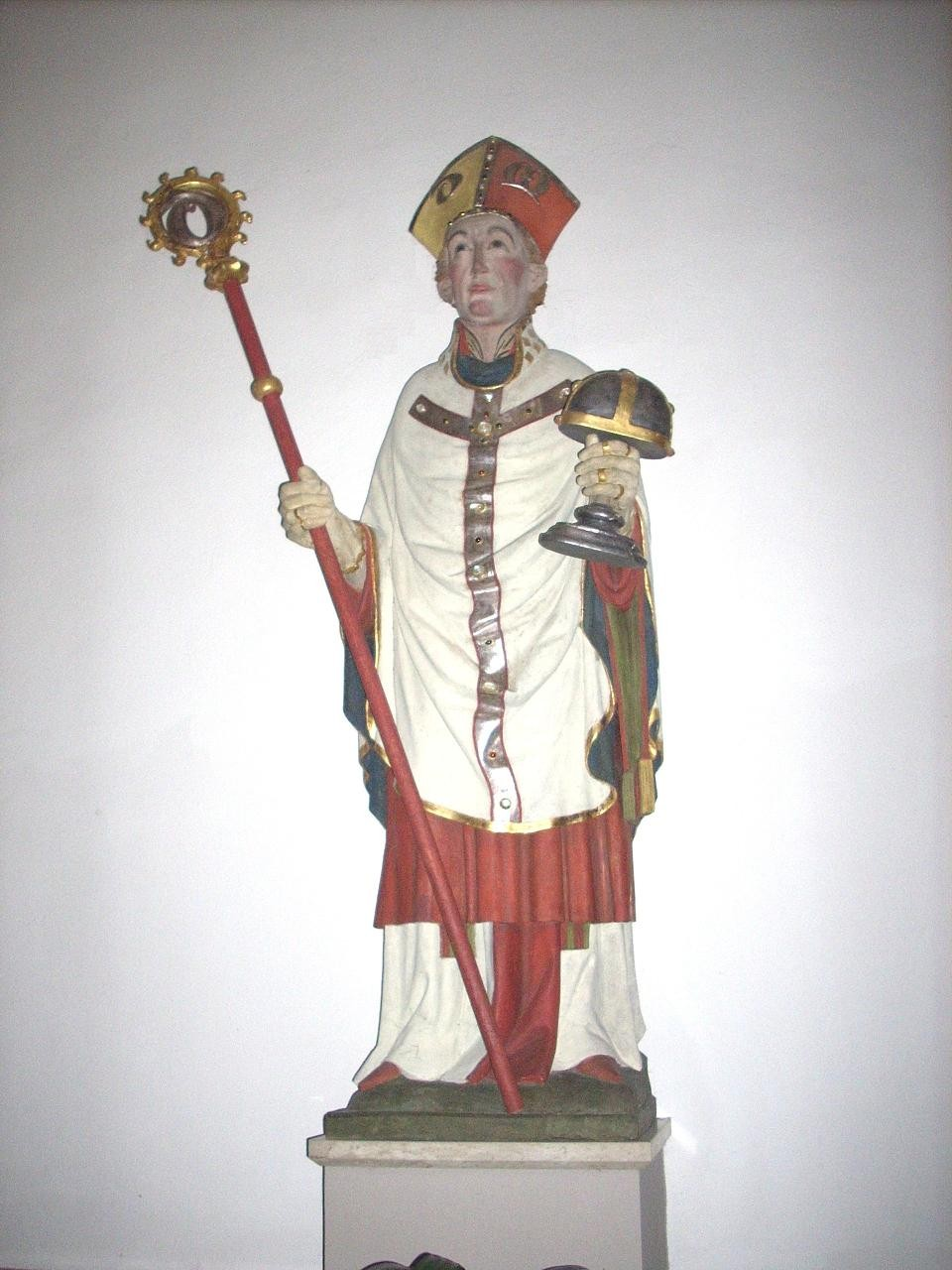
Szt.Gotthárd szobra a hildesheimi bazilikában

Godehard 960-ban született Reichersdorfban. Édesapja a niederalteichi bencés apátságban dolgozott. A gyermek a kolostor iskolájában tanult. Ezt követően belépett a rendbe és már 996-ban apát lett. Először Niederalteichben, majd - párhuzamosan - Hersfeldben és Tegernsee-ben. Ebben az időszakban a Clunyból indult nagy hitéleti reformokat az általa irányított kolostorokban konzekvensen támogatta, terjesztette.
1022-ben II. Henrik német-római császár a Hildesheimi egyházmegye püspökévé nevezte ki.
Ebben az időben Hildesheim a Német-római Birodalom egyik politikai és kulturális központja volt. Godehard energikusan folytatta az elődje által megkezdett építkezéseket, püspökségében harminc új templomot emeltetett, a városban befejeződött a Michaeliskirche építése.
Godehard utazásai és a zsinatok során elsősorban püspöki hivatásának lelki, szellemi oldalát mélyítette el.
Szerzetesi komolysága, de az ezzel párosuló nyugodt derűje mély nyomokat hagyott az őt ismerőkben és a források is gyakran így említik. Egész Bajorország legnagyobb építőjének és pedagógusának tartották. A nevéhez kötődő, viszonylag hamar elterjedt legendák is tükrözik személyiségének erejét, hatását.
1038. május 5-én, Hildesheimben hunyt el.
1131-ben II. Ince pápa szentté avatta, ő volt az első bajor szent. Tiszteletére Hildesheimben bazilikát emeltettek. Síremléke a dóm kriptájában található. Ünnepnapja május 5.
Godehard nevét - viseli egyebek közt - Szentgotthárd város, ahol 1183-ban ciszterci szerzetesek alapítottak monostort.
Ez is a szent széles körű európai tiszteletét mutatja, amelyet elsősorban a bencések és a ciszterciek terjesztettek el.

## Fordítás
- Ez a szócikk részben vagy egészben  a   Godehard von Hildesheim című német Wikipédia-szócikk fordításán alapul.  Az eredeti cikk szerkesztőit annak laptörténete sorolja fel. Ez a jelzés csupán a megfogalmazás eredetét és a szerzői jogokat jelzi, nem szolgál a cikkben szereplő információk forrásmegjelöléseként.